# Taux directeur

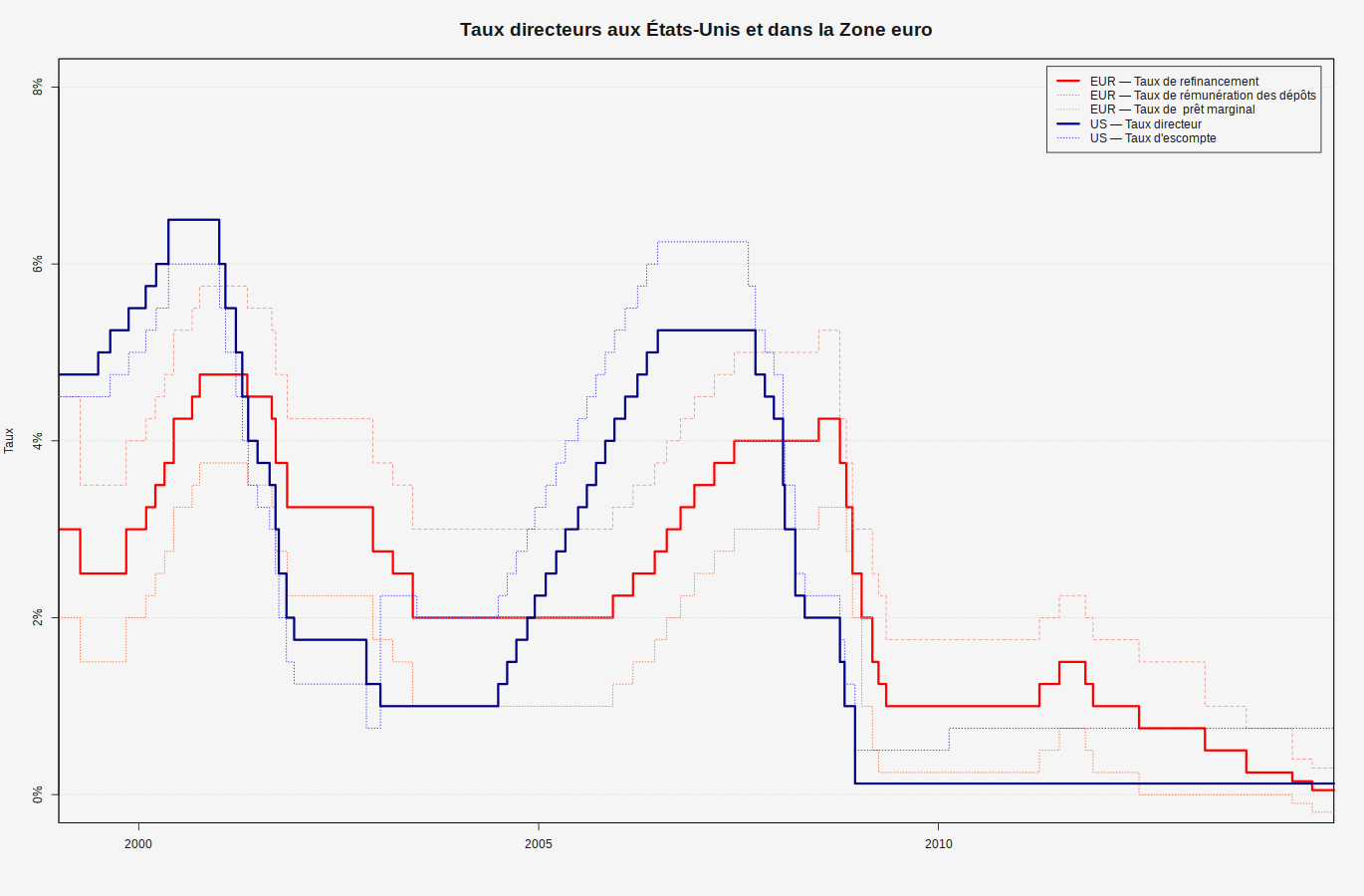
Taux directeurs de la BCE (rouge) et de la FED (bleu) entre 1999 et 2015.

Les taux directeurs sont les taux d'intérêt au jour le jour fixés par la banque centrale d'un pays ou d'une union monétaire, et qui permettent à celle-ci de réguler l'activité économique.

## Composition
Les banques centrales gèrent en réalité trois taux, qui prennent des noms différents en fonction du pays. On distingue, du plus faible au plus élevé : 
- le taux de rémunération des dépôts ;
- le taux de refinancement (« taux refi ») ;
- le taux d'escompte (aux États-Unis) ou le taux du prêt marginal (en Europe).

Le taux directeur le plus important de la Banque centrale européenne et des autres banques centrales est le taux de refinancement. C'est le principal outil dont dispose la BCE pour influer sur l'octroi de crédits et moduler l'inflation dans la zone euro.
Cet instrument, utilisé lors des opérations hebdomadaires de refinancement par la BCE pour alimenter les banques en liquidités, est le véritable baromètre du coût du crédit dans les vingt pays qui ont adopté la monnaie unique européenne.
Les banques qui veulent se refinancer à court terme peuvent le faire en payant un intérêt sur la somme qu'elles empruntent auprès des banques centrales de leurs pays respectifs. Cet intérêt est calculé d'après le taux en cours à la BCE. Si ce taux d'intérêt est élevé, les banques vont limiter leurs emprunts et les crédits accordés sachant que le refinancement leur sera coûteux, elles auront le comportement inverse si ce taux d'intérêt est faible.
Les banques répercutent ensuite, en principe, ce loyer sur les intérêts des crédits qu'elles accordent à leurs propres clients. Plus le taux de la BCE est bas, plus le coût du crédit a une probabilité d'être bas ce qui, en théorie, favorise la croissance.
À l'inverse, une hausse du taux du crédit permet théoriquement de ralentir la demande et par conséquent d'éviter une surchauffe génératrice d'inflation.

## Mécanismes de transmission

### Conséquences macroéconomiques
Les trois taux gérés par la banque centrale affectent le coût du crédit et son utilisation par les banques commerciales. La politique monétaire d'une banque centrale consiste à manier ces taux pour contrôler l'offre et la demande de crédit, l'évolution des prix (inflation) et les taux de change de sa monnaie.
Les taux ont un effet direct sur les taux de prêt aux ménages et aux entreprises. En effet, les banques commerciales répercutent sur le prêt à leurs clients le coût qu'elles ont dû payer pour obtenir de la monnaie banque centrale (que ce soit auprès de la banque centrale, ou en l'empruntant auprès des autres banques sur le marché interbancaire). Le taux d'intérêt d'un prêt d'une banque commerciale à un particulier est généralement constitué du coût de l'obtention de liquidité auprès de la banque centrale (disons, 4 %), additionné au coût du risque, additionné à la marge de la banque. Cela est principalement vrai à court terme, car les emprunts à la banque centrale sont à court terme[réf. nécessaire].
En d'autres termes, les taux directeurs sont déterminants dans l'offre de monnaie des banques, qui elle-même est un facteur déterminant des décisions  d'investissement ; l'investissement est incité lorsque les taux d'intérêt sont bas, et désincité lorsqu'ils sont élevés. En augmentant ses taux directeurs, la banque centrale peut réduire le sur-investissement, freiner l'inflation, freiner la croissance et la consommation ; en les abaissant, elle peut inciter les banques à prêter, à permettre l'accroissement de l'investissement, etc..
Par ailleurs, les taux directeurs fixés par la banque centrale ont une influence sur le taux de change d'une monnaie. En effet, une hausse des taux d'intérêt implique une meilleure rentabilité du prêt pour le prêteur. Les prêteurs éventuels vont donc avoir tendance à se diriger vers ce marché. Ce faisant, ils vont acheter des titres sur ce marché (par exemple des obligations d'entreprise ou d'État). Or, ces titres sont libellés dans une monnaie particulière, comme l'euro. La hausse brutale de la demande pour la monnaie entraîne la hausse de sa valeur sur les marchés internationaux; cette appréciation rend la monnaie moins compétitive. Cela devient problématique lorsque l'appréciation est trop brutale (maladie hollandaise).

### Conséquences sur le marché interbancaire
De nombreux taux de crédit et d'épargne à court terme sont plus ou moins étroitement corrélés sur le taux de refinancement. En effet, les banques commerciales empruntent aux banques centrales au taux directeur si elles en ont besoin. Au début 2005, la Banque centrale européenne (BCE) prête à 2 % aux banques, mais les banques se prêtent entre elles sur le marché interbancaire chaque jour via le taux EONIA à un prix légèrement inférieur au taux directeur de la BCE. Cela rejoint la notion de courbe de taux.
La banque centrale a deux moyens équivalents d'influencer le coût du crédit. Soit elle joue essentiellement sur le taux (méthode utilisée par la Réserve fédérale américaine[réf. nécessaire]) sans faire varier significativement les volumes prêtés, soit elle joue sur les volumes prêtés sans toucher au taux (méthode BCE[réf. nécessaire]). Le but étant d'influencer le taux moyen en rendant l'argent plus ou moins disponible ou cher.
Les banques financent leurs besoins auprès des autres banques, sur le marché interbancaire au taux EONIA. Après quoi, si elles ne trouvent aucun fonds de disponible, les banques se tournent en second choix vers la BCE. Ce n'est pas le rôle de la banque centrale de prêter, son rôle est de réguler et de mener la politique monétaire du pays.

## Limites
Les limites des taux directeurs sont, plus généralement, les limites des politiques monétaires. Si l'utilisation des taux directeurs par les banques centrales permet de réguler l'activité macroéconomique, il arrive que les taux soient déjà à 0 % lorsqu'une crise économique survient. Or, une fois le taux plancher zéro atteint, il atténue l'efficacité des politiques monétaires.

## Historique
Les taux directeurs d'une banque centrale varient selon les époques, les systèmes financiers qu'on entend leur faire « diriger » et les choix opérés par les responsables politiques et monétaires :
- En France, le taux directeur est le taux d'escompte entre 1800 et 1980, avec dès 1971 des interventions plus directes sur le marché monétaire, puis le taux au jour le jour jusqu'en 1999 et la création de l'euro[5].
- Au Royaume-Uni, le taux directeur est le taux d'escompte entre 1830 et 1972, le minimum lending rate de 1972 à 1981, le London clearing banks’ base rate de 1981 à 1997, le repo rate de 1997 à 2006 et de nouveau le taux d'escompte de 2006 à 2009[5].